# Dangerous Lines
Dangerous Lines è un cortometraggio muto del 1911 diretto da George Loane Tucker.

## Produzione
Il film fu prodotto dall'Independent Moving Pictures Co. of America (IMP).

## Distribuzione
Il film - un cortometraggio in una bobina - uscì nelle sale il 10 ottobre 1911, distribuito dalla Motion Picture Distributors and Sales Company.